# Tермалне воде Републике Српске
Термалне воде на територији Републике Српске распоређене су у више зона и на више локација као термоенергетски искористиви потенцијали, који садрже чисто термалне воде са температуром већом од 200 °C и минерализацијом испод 1 g/l или термоминералну воду са температуром већом од 200 °C и минерализацијом изнад 1g/l. Укупни термоенергетски потенцијал Републике Српске није посебно анализиран, али се процењује, на основу постојећих извора и бушотина, на преко 1.000 МW-термалних. Према мишљењу Миошића (1982., 1984., 1985. и др) у Републици Српској на неким појавама и зонама постоје хидротермалне снаге које се могу применити у експлоатацији са минималним трошковима и без икаквих додатних истраживања.
Број локација са појавама термалних и термоминералних вода на територији РС знатно је већи, од оног који ће бити приказан у виду најзначајније појаве. Такође треба истаћи да је искориштење ових вода недовољно, а везано за њихове квалитативне и квантитативне карактеристике.

## Подручје Бања Луке и Крајине
На подручју Бања Луке и Крајине након ивршених обимних геолошка и хидрогеолошких истраживања и испитивања, геофизичких испитивања и биушења дубоких бушотина, истражени су локалитети у:
- Лакташима и Слатини у општини Лакташи,

- Горњи Шехер, град Бања Лука,
- Љешљани општина Нови Град.

### Општина Лакташи
На територији општине Лакташи установљене су две локације са појавама термоминералних вода:
- Прва смештена у самом насељу Лакташи,
- Друга у насељу Слатина.

Захваћене термоминералне воде са оба локалитета се употребљавају у бањско-рекреативне сврхе и за загравање бањских комплекса Бање „Лакташи“ лоциране на месту појаве термоминералних вода у јужном делу Лијевче поља. 
Извориште чине 3 плитке бушотине дубине 120 m; 81,50 m и 171 m, које су након претежно грубокластичних творевина квартара, захватиле термоминерални аквифер унутар тријаских и тектонизисаних кречњака, доломитичних кречњака и минерализованих карбонатних бреча. Према резултатима истраживања ширег подручја, у геотектонском смислу, то је Западни појас Вардарске зоне, односно дио Офиолитског меланжног трога. Набушени тријаски карбонати највјероватније представљају блокове од олистоплака унутар офиолитског меланжа. Појава термоминералних вода предиспонирана је дубоким расједима Лакташа и Врбаса дуж којих и данас долази до кретања у смислу тоњења Лијевче поља, поготову уз дио линеамента Козаре.
По саставу ове воде припадају хидрокарбонатнокалцијском типу:
- мале минерализације од 770 mg/l,
- pH бвредности 6,60
- температуром од 30 °C),
- са мање слободном есхалацијама гасова.

Билансне резерве ових вода износе 52 l/s. 
Сви бунари у општина Лакташи који су у функцији јављају се дуж практично праве линије правца пужања северосток-југозапад, односно раседа дуж кога воде асцедентно циркулишу кроз транзитни колектор престављен стенама дијабаз-рожне формације.
Поред наведених бушотина у Бањи Лакташу, у непосредној близини Слатинског потока избушене су 1980-их година две бушотине, са слабим самоизливом, и на набушеном водом температуре око 22⁰С. Термоминералне воде садрже значајне количине угљен-диоксида, који као вредан технички гас до сада није искоришћаван. Претпоставка је да је примарни колектор ових термоминералних вода тријаске старости, као и да загрејана вода асцедентим током, дуж раседних система долази близу површине и излива се у изворске седименте-седру који у зони парка имају значајну дебљину (до 8 m).

#### Град Бања Лука
У ужем подручју града Бања Лука појаве термоминералних вода су везане за локалитет Горњи Шехер. Експлоатација на оовом локалитету се врши у објектима истоименог бањскорекреативно-туристичког центра, који је лоциран непосредно на изворима и ближим појавама термоминералне воде.
Поред више извора израђени су бунари и изведене плитке бушотине. Евидентирано је 12 извора,али су тренутно у функцији само бушотине Б-1 и ГШ-1.
Термоминералне воде Горњег Шехера налазе се у кањону Врбаса, тектонски укљештеној зони врбаског раседа, између горњотријаских доломита и горњокредних турбидитиних седимената Сарајевске сигмоиде, уз границу са Динаридским офиолитским појасом на северу.
На основу расположивих података израчунате су билансне резерве сљедећих категорија:
- А категорије износе  25 l/s,
- Б категорије износе  60 l/s,
- Ц1 категорије износе 80 l/s.

#### Љешљани, општина Нови Град
Врло сложена листратиграфска грађа и тектонски односи на подручју Љешљани код Новог Града условили су разноврсност хидрогеолошких особина и функција стијенских маса, а што је даље омогућило појаве значајног изливања минералних и у мањој мери термоминералних вода.
Термалне воде Љешљана поседују хипералкални карактер (pH вреднсот 11.7) вода. На локлаитету Љешљана је детаљним хидрогеолошким картирањем током 1980-их година регистровано:
- дванаест појава природног истицања (извора, углавном капацитета 0,1 l/s, изузетно до 0,5 l/s)
- једанаест појава минералних вода (минерализација од 952 до 2.758 mg/l)
- један случај термоминералних (извор Слатина Љешљани са температуром 20 °C).

На локалитету термоминералног извора, у непосредној близини данашње бање Љешљани (у изградњи), приступило се бушењу дубоке бушотине којом су захваћене значајно веће количине воде него на извору и са температуром 30 °C. са коначне дубине од 672 m. Самоизлив бушотине износи  7 l/s.
Термоминералне воде Љешљана поред тога индицирају и нафто-гасоносност у дубљим слојевима. Стога је овај локлитет веома значајан за енергетику Републике Српске.

## Подручје Теслић
На подручју општине Теслић појаве термоминералних вода су регистроване на локалитету Бање Врућице. Термоминералне воде обогаћене угљен диоксидом избијају на раседној зони, на контакту јурско-кредног флиша са водонепропусном баријером терцијара усорског басена, у оквиру ултрамафитног масива планине Борја.
Прва истраживања на подручју данашње бање Теслић приписују се Ф. Кацеру (1919.). У склопу резултата регионалних геолошких истраживања, која су обухватила и територију Републике Српске, описана су и „топла врела на подручју Теслића“. Постоје докази да је врело Врућица коришћено од давнина, а према неким ауторима још у доба Римљана (Е. Маурер, 1924.).
На простору Бање Врућице до сада су изведена бројна истраживања, а пре свих: детаљно геолошко и хидрогеолошко картирање, истражно бушење, каротажна мерење у бушотинама као и бројне анализе воде (макро и микрокомпонентог хемијског састава, изотопске, гасне).
Резултати добијени бушењем истражно-експлотационих бушотина, представљају прекретницу у смислу пуне валоризације термоминералних вода овог подручја, јер је током извођења једне од бушотина дошло је до ерупције субартерске воде од 71,5 l/s, температуре 38.5⁰C. Након уградње бунарске конструкције капацитет је износио 22 l/s.
Резултати добијени бушењем бушотине Е, са значајно већом температуром и количинама воде (38.5⁰C, 22 l/s), а тиме и значајно већом количином енергије, у односу на природни извор (28.7⁰C, 0.5 l/s) указују на оправданост даљих истраживања, као и постојање могућности добијања вода више температуре и веће издашности, односно већих количина енергије.
Воде са овог локалитета припадају бикарбонатно-сулфатном подтипу вода, коме припадају и воде Горњег Шехера код Бања Луке. Овакав тип вода уобичајено се налази у подручју терцијарних басена или њиховој близини. Укупна минерализација воде је око 3,2 g/l. 
Воде се користе у балнеолошке свхре и за загревање бањског комплекса (тренутно је то најмодернији и највећи балнео центар у Републици Српској).

## Подручје Кулаши - Прњавор
Термоминералне воде на овом подручју везане су за локалитет Кулаши, налази се у долини реке Укрине око 15 километара од Прњавора. 
Термоминералне воде карактерише висок степен алкалности, ниска минерализација и температура 29 °C. У хемијском саставу превладавају Nа, К, Cа и Cl 
Још 1907. год. F. Каtzеr је мерио температуре воде и установио да је она износила 29.6⁰C и 30.5⁰C, ипрепоручио је да се ове воде „...поново хемијски анализирају јер су интересантне како са теоретских тако и из практичних разлога”.
Током 1970-их избушено је неколико, како истражних тако и експлоатционих, бушотина. У њима је измерена температура износила је око 29⁰C на већини објеката (са изузуетком бушотине Б-6 на којо је температуре износила 19.3⁰C;  pH вредност 11.20-11.55 (Б-2 - Б-1).
Неуобичајен састав намеће неопходност разматрања генезе ових вода. Анализирајићи тектонски склоп јасно је да се воде јављају на младом тектонском раседу. Идентификација туфова, као и проналазак андезита и граните поред Теслића сведочи о јако мобилном терену током геолошке прошлости, те се хемизам и температуре воде могу везати за пробој вулканских стена (Б. Ђерковић, 1973.год.). На основу анализа стена из бушотина констатовано је да се ради о стенама дијабаз-рожне формације, амфиболитима и серпентинитима, повремено значајно обогаћеним пиритом, халкопиритом и другим минералима.
Према резултатима истраживања спроведених током 1972. и 1973. године установљено је да су воде са атерским нивоом, да су асцедентног тока кроз систем пукотина и да долазе до површине кроз транзитни колектор представљен стенама дијабазрожне формације. 
Вода припада сумпорним хипотермама, благо је радиоактивна (према анализи Медицинског факултета Загреб, из 1973. године). 
Вода је широко примјењивана у балнеолошке сврхе, а посебно је чувена по лечењу псоријазе. Овакве терме нашле су широку примену у балнеолошке сврхе у Италији, Русији, Аустрији итд.

## Подручје Добој - Петрово
Термоминералне воде које припадају спречанској хидротермалној аномалијису оне локализоване на подручју Добој-Петрово. Лежиште термоминералних вода и гаса угљен-диоксида налази се у зони која се пружа од Какмужа па до Бољанића.
Најинтезивније есхалације угљен-диоксида (који у природним условима излази на површину) је на делу терена од Какмужа до Сочковца. До истраживањеа Ј. Баћа (1978.) сви истраживачи су приказивали само изворске термоминералне воде које су уствари атмосферилијама разблажене термоминералне воде, док угљен-диоксида није био предмет посебног интерсовања. 
Колектори термоминералних вода и угљен-диоксида на овом подручју су карбонатне стене, вероватно тријаске старости (јер није палеонтолошки доказана). Дубина до примарног колектора је различита од локалитета до локалитета и условљена тектонским покретима у геолошкој историји. На простору истраживања, односно делу где се врши експлоатација термоминералне воде и угљен-диоксида, бушењем је утврђен карбонатни аквифер, доста водообилан са веома интезивним есхалацијама угљен-диоксида. Није регистровано његово присуство на површини терена истраживаног простора, али је набушен на различитим дубинама на релативно уском простору. Као последица интензивне тектонских активности, односно великог броја раседа управних и паралелних у односу на спречански расед дошло је до интезивног кретање термоминералних вода и угљен-диоксида, као и појављивање на површини, а коначно и значајно кориштење ресурса путем експлоатационих бунара. У данашњим условима врши се само комерцијална експлоатација угљен-диоксида гаса путем неколико бушотина. 
Збирни максимални капацитет ових објеката је око 170 l/s. Вода је температуре 38 °C. Тренутно се користи само поменути гас, док експлоатација термоминералне воде у било какве комерцијалне сврхе није још увек присутна, иако је својевремено постојао бањски комплекс „Озренске топлице“ у којем је вода некадв коришћена у бањско-рекреативне сврхе. 
Гас угљен-диоксида је веома чист у сировом стању (око 99%), па се уз врло мали технолошки третман (филтрирањем кроз активни угаљ) може добити његова чистоћа од 99.99% која је оптимална за његову примену у производима за људску исхрану (у производњи пива, газираних напитака итд.). Поред тога овако добијен угљен-диоксид се може употрбљавати као технолошки гас за разне примене у разним гранама индустрије (за пуњење апарата за заваривање, апарата за гашење пожарса и сл.).

## ПодручјеСемберије
У геотектонском смислу ови терени су саставни дио Западног појаса Вардарске зоне, односно јадар блок терена који је одвојен дринским раседом приближног правца север-југ. На северу уз Саву регистрована је раседна зона ( „Савски ров“). У овом подручју извршена су многа комплексана геотермална и нафтно-геолошка истраживања и то:
- Детаљна гравиметријска мерења са густином мерних тачака од 4-10/km2
- Детаљна магнетометријска и аерометријска мјерења;
- Дубока сеизмичка профилирања на површини 350 km² дуж 13 профила укупне дужине од 170 km сеизмичких профила;

Дубока истражна бушења; изведене су следеће бушотине: 
- Семберија-1 (С-1, дубине 1.345 m);
- Семберија-2 (С-2, дубине до 1.591 m);
- Свињаревац-1 (Св-1 или још С-3, дубине 1.746 m);
- Бијељина-1 (Биј-1, дубине 2.479 m),
- Дворови-1 (ДВ-1, дубине 1.500 m),
- Бушотина ГД-2 у Слобомиру (1.800 м).

У бањско-рекреативном комплексу „Бања Дворови“ користи се вода из бушотине С-1. 
Могућа топлификације Бијељине, обезбеђења је додатном количином енергије бањском комплексу, и околним индустријским и пољопривредним капацитета, током 1985. године када су наменски изведена допунска 3 сеизмичка профила дужине 62 km, ради што бољег лоцирања истражне бушотине Дворови-1 (дубина 1.500 m). 
На основу изведених истражних радова, посматрајући од површине терена констатовани су понтски, сарматски, тортонски, кредни, и тријаски седименти - кластити и карбонати. Термалне воде су акумулиране у оквиру кредних и тријаских колектора. Обзиром на изражену променљивост по хоризонтали и вертикали представљају највјероватније дисконтинуалне колекторе. Разлог оваквом геолошком склопу представљају бројне пликативне структуре испресецане вишефазним тектонским деловањем - хоризонталним и вертикалним кретањем формација. 
Изражена тектонска разломљеност евидентирана је дуж дринског, савског, а управно на њих и раседа јужно од Бијељине. Уз наведена, уочена су и неотектонска кретања која су допринела већој деформацији геолошких формација унутар структурно-тектонског склопа. 
Бушотина С-1 која се налази у склопу бањскорекреативног центра, са билансним резервама категорије 7.0 l/s, температуром воде од 75 °C и минерализацијом 570 mg/l. Иако су термалне и термоминералне воде регистроване у неколико бушотинав тренутно је само бушотина С-1 у експлоатацији и за сада подмирује потребе бањско-рекреативног центра у Дворовима. 
Бушотина Бијељина - 1, избушена само до дубине 2.479 m, обустављена је у тријаским кречњацима услед заглаве (првобитно пројектована 4.000 м) представља најзначајније колекторе хидрогеотермалне енергије. На основу мерни података прорачуната је температура од 103 °C до 134 °C са издашности на самоизливу од 15-20 l/s. 
Бушотина Дворови - 1 избушена је до 1.500 m. Није финализирана нити су комплетирана пројектована намјенским тестирања, па су подаци дати на основи искуствених података експерата геолога који су учествовали у наведеном пројекту. Бушотина је обустављена у тријаским творевинама са процењеном издашности Q=20 l/s, температуром на самоизливу око 80 °C, геотермалним градијентом 51 °C/km и термоенергетским потенцијалом од 5,8 МW - термалних. 
Бушотина Слобомир избушена је до 1.800 м, завршена у тријаском колектору. Претходно је набушен колектор термалних вода у оквиру кречњачке секвенце кредног флиша. Температура воде на устима бушотине износи 73 °C, а тестирањем је утврђен капацитет 44 l/s. Вода је минерализације мање од 1 g/l.

## Подручје Вишеграда
Појаве термалних вода у подручју Вишрграда везани су за локалитет Вилина Влас, у коме постоји истоимени бањски комплекс, базиран на термалним водама које су акумулиране у дубокој, геолошко-тектонски сложеној структури. 
Највероватније да је термални аквифер формиран у карстно-пукотинској веома тектонизираној зони анизичких кречњака који су у саставу динаридског офиолитског меланжа. У овом делу динаридског офиолитског појаса меланжне творевине изграђују ултрамафитске стене, габри, дијабаз-спилити, те друге кластичне седиментне стијене. Дискордантно, као последица регионалне трансгресије током горње креде, следе кластити и карбонатни седименти.
Секундарни аквифер термалних вода формиран је у творевинама седре. Празни се преко већег броја извора (око 30 појава природног изврања). Термалне воде конвективним асцедентним струјањем кроз раседе и пукотинске системе меланжних творевина и седимената горње креде продиру до седимената седрена на локалитетима Соколовићева (Горња) и Кадијина (Доња) бања  
Према подацима истраживања прве фазе укупни минимални капацитет 30 термалних извора износи 10-15 l/s, температуре од 22 до 34,4 °C. 
Воде су радонске, хидрокарбонатно-калцијске, нискоминерализоване, азотно-кисеоничне са селективно повећаним садржајем радона – радиоактивности, која потиче од распадања урана и његових потомака. 
Тренутно су у експлотацији две бушотине, СБ-1 и СБ-2, са којих се просечно експлотише 27-29 l/s, иако је експотациона могућност ове две бушотине већа (минимално 40 l/s). Бушотина СБ-3 дуго времена је ван експлоатације. 
Специфичност ових вода јесте и поменута радиоактивност. Повећан садржај урана и радијума у термалним изворима (1.5 mg/l) индикован је у терапији у Соколовићевој бањи, Кадијиној бањи, као и на изворима узводно од Кадијине бање, за лечење реуматичних, неуралошких и других болести.
Високи садржаји радона постоје само на изворима из седре и крећу се од 75 до 160 емана, са максимумом код Кадијине бање. Генерално узето, повећане вредности садржаја урана, радијума и радона јављају се на изворима који избијају из седре у подручју Бања потока. 
Извори на контакту кречњака и ултрабазита, те извори из серпентинита, имају мање вредности урана, радијума и радона, што наводи на претпоставку да је огњиште радиоактивног зрачења везано за седру.

## Остале значајније појаве
Поред наведних појава свакако треба поменути термоминералне воде које су набушене:
- На подручју Домаљевца током бушења дубоке нафтне бушотине (дубока 1.275 m) која је завршена у слојевима тријаске старости. Према подацима Катастра минералних, термални и термоминералних вода (фондовски материјали Геозавода-Зворник) температуре воде је износила око 86,1 °C, са минерализацијом од 11,2 g/l. Треба нагласити да колекторска средина регистрована знатно на поменутој бушотини највероватније залеже знатно дубље на простору Републике Српске као резултат интензивне тектонске активности.
- На подручју Перин-града, у кањону реке Дрињаче недалеко од Шековића (температуре око 27 °C
- На подручју низводно код Рашева (општина Милићи) на коме су регистроване појаве вода са температуром око 24 °C.
- На територији општина Мркоњић Град, Рогатица, Соколац и Рудо на којима су регистроване воде повећане температуре од 15 до 18 °C

## Преглед потенцијала Републике Српске
| Локација         | Општина/Град  | Врста појаве | И Извор (И)-више извора | Б бушотина (Б)- више бушотина | Средња температура појаве (⁰C) | Референтна температура | Термлана снага (MWt) |
| ---------------- | ------------- | ------------ | ----------------------- | ----------------------------- | ------------------------------ | ---------------------- | -------------------- |
| Г. Шехер         | Бања Лука     | ТМ           | (И)                     | (Б)                           | 30                             | 20                     | 2.72                 |
| Слатина          | Лакташи       | ТМ           | (И)                     | (Б)                           | 43                             | 20                     | 9.62                 |
| Лакташи          | Лакташи       | Т            | (И)                     | (Б)                           | 30                             | 20                     | 2.13                 |
| Кулаши           | Прњавор       | Т            | (И)                     | (Б)                           | 30                             | 20                     | -                    |
| Дворови          | Бијељина      | Т            | -                       | Б                             | 75                             | 20                     | 1.73                 |
| Слобомир         | Бијељина      | Т            | -                       | Б                             | 73                             | 20                     | 9.54                 |
| Теслић           | Теслић        | ТМ           | -                       | Б                             | 38                             | 20                     | 1.81                 |
| Сочковац         | Петрово       | ТМ           | -                       | (Б)                           | 38                             | 20                     | 12.95                |
| Вишеградска бања | Вишеград      | Т            | (И)                     | (Б)                           | 24-31                          | 20                     | 1.65                 |
| Љешљани          | Нови Град     |              | ТМ                      | Б                             | 30                             | 20                     | 0.32                 |
| Перин            | Град Шековићи | Т            | И                       | -                             | 27.8                           | 20                     | 0.065                |
| Медош            | Милићи        | Т            | И                       | -                             | 24                             | 20                     | 0.033                |

Напомена:Т – термална вода ТМ – термоминерална вода

## Значај геотермалне енергије за животни стандарда РС
Допринос геотермалне енергије животном стандарду Републике Српске је велики у смислу јер:
- повећава квалитет живота,
- повећава квалитет становања,
- пружа рекреативне могућности,
- повећава квалитета животне средине,
- има привредни значај.

Могућности коришћења геотермалне енергије
Многобројне су могућности коришћења геотермалне енергије у Републици Српској, од којих су најзначајније: 
- бањски туризам,
- добијање топлоте за индустријске потребе,
- добијање топлоте за грејање и топлификацију, агрикултура, аквакултура, стаклене баште,
- рекреација и спорт.

Значај геотермалне енергије за привредни раст
Геотермална енергија има велику економску привлачност и представља значајну основу за привредни раст у Републици Српској, не само у туризму, балнеологији, агрикултури и аквакултури, него и у индустрији. 
И поред напред наведеног значаја геотермална енергија, она није у Републици Српској у потпуности искоришћена.